# CD4
CD4 — мономерный трансмембранный гликопротеин надсемейства Ig. У человека кодируется геном CD4.
Имеет молекулярную массу 55 кДа, содержит 4 внеклеточных домена, трансмембранный домен и цитоплазматический участок, является маркёром T-хелперов. Выполняет роль корецептора αβTCR: связываясь с инвариантным β2-доменом MHC II класса, участвует в распознавании молекул процессированного Аг, представляемого АПК. Является рецептором для ВИЧ, связываясь через домен D1 с gp120 вируса.
Экспрессируются на тимоцитах (80-90 %), зрелых T-лимфоцитах (65 % Т-хелперов), моноцитах, макрофагах, клетках Лангерганса, дендритных клетках, а также микроглии.

## Структура

Активация NK-клетки отсутствием комплекса ГКГС-I на инфицированной клетке.

Как и многие мембранные рецепторы, CD4 относится к суперсемейству иммуноглобулинов.
Содержит 4 Ig-домена (D1 — D4), выходящих на внешнюю поверхность клеточной мембраны:
- D1 и D3 схожи с вариабельными доменами (IgV),
- D2 и D4 схожи с константными доменами (IgC).

CD4 использует D1-домен для взаимодействия с β2-доменом MHC класса II. Таким образом, T-клетки, экспрессирующие CD4, специфичны антигенам MHC класса II, а не класса I.
Короткий внутриклеточный участок CD4 содержит последовательность аминокислот, позволяющую ему взаимодействовать с Lck.